# 小查爾斯·Q·布朗

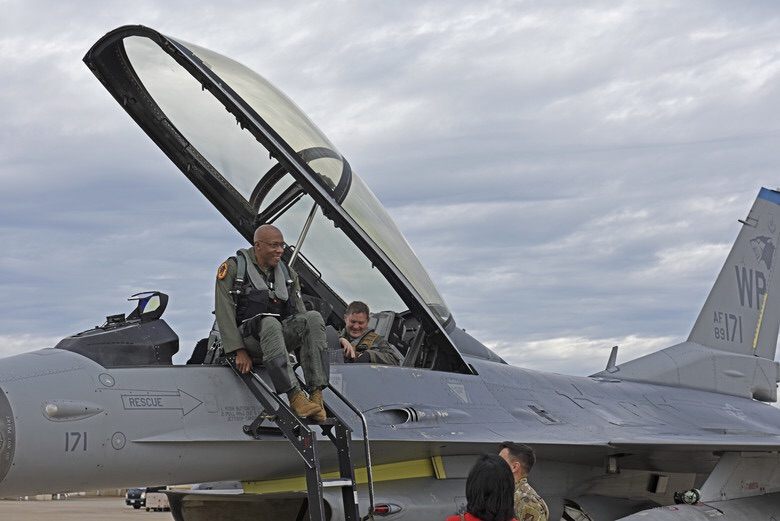
2018年，小查爾斯·昆頓·布朗上將正在執飛一架F-16戰隼戰鬥機

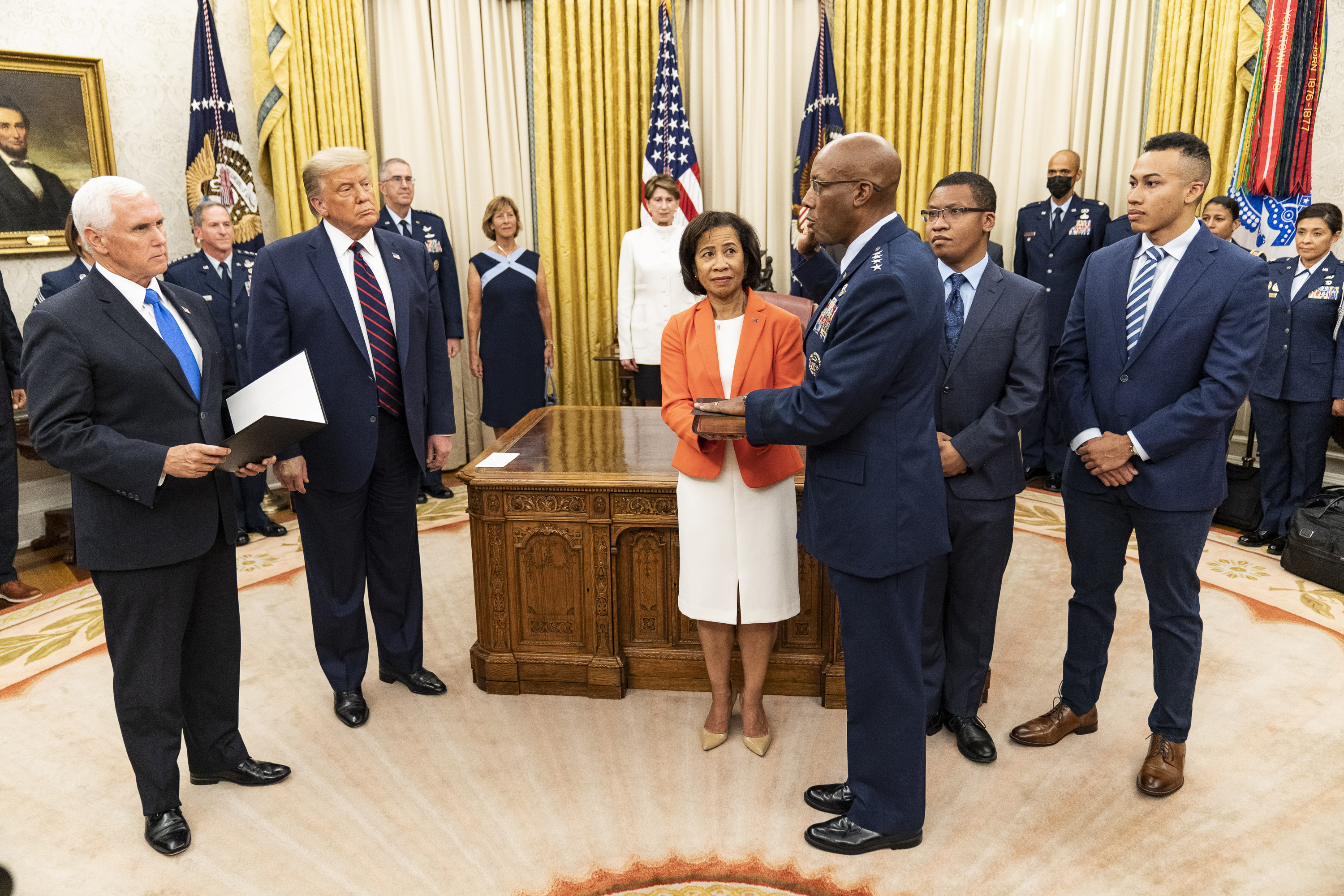
2020年8月4日，小查爾斯·昆頓·布朗上將在總統川普及副總統彭斯的監督下，於橢圓形辦公室宣誓就職為美國空軍第22任參謀長

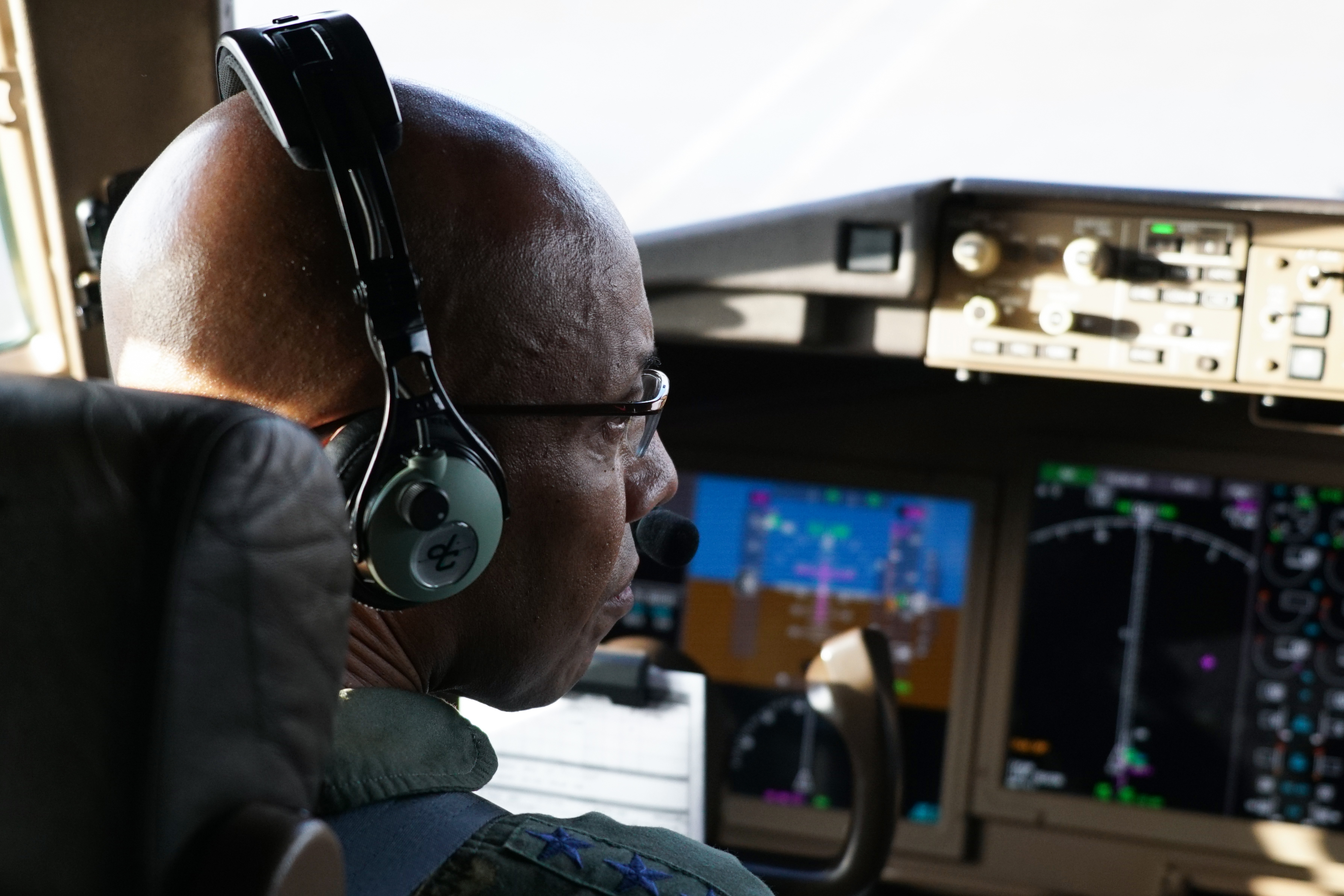
空軍參謀長小查爾斯·昆頓·布朗上將試飛波音KC-46A飛馬座

小查爾斯·昆顿·布朗（英語：Charles Quinton Brown Jr.，1962年3月2日—）是美国空军四星上将，曾任美軍參謀長聯席會議主席及美國空军第22任参谋长。他是第一位在美軍擔任参谋长的非裔美国人，也是美軍第一位擔任軍種主官的非裔人士。

## 早年生活和教育
小查爾斯·昆顿·布朗於1962年出生於德克薩斯州聖安東尼奧市的一個軍人家庭。他被暱稱為「CQ」，並有一個妹妹。他的父親老查爾斯在美国陆军服役了30年，晉升為上校，祖父羅伯特·E·布朗（Robert E. Brown）在第二次世界大戰中應徵入伍，並在夏威夷和塞班島的太平洋劇院服役[需要引用]。
布朗在德克薩斯理工大學拉巴克分校獲得了土木工程理學學士學位。他也是空軍預備役軍官訓練團的傑出畢業生。此外，他還加入了Alpha Phi Alpha兄弟會的Eta Upsilon分會[需要引用]。
1994年，在他服役於空軍期間，布朗獲得了佛羅里達州代托納比奇安柏里德爾航空大學的航空科學碩士學位。

## 軍旅生涯

### 擔任參謀長聯席會議主席
作為該職位的領先候選人，布朗於2023年5月25日被正式宣佈為喬·拜登總統提名的人選，接替馬克·米利將軍擔任第21任參謀長聯席會議主席。布朗的任期於2023年10月1日開始。
9月21日，美国参议院以83票赞成、11票反对的表决结果批准布朗出任新一任的美军参谋长联席会议主席。
2025 年 2 月 21 日，美国总统唐纳德·特朗普解除了布朗的参联会主席职务。后来被特朗普任命为美国国防部长的皮特·赫格塞思此前曾要求解除布朗的职务，因为布朗参与了促进多元、平等和包容（DEI）的工作，赫格塞思并质疑布朗是否仅因其种族原因而获得这份工作。特朗普说将会提名丹·凯恩作为布朗的继任者。特朗普声称，凯恩曾在一个场合对他说：“我爱你，先生。我认为你很伟大，先生。我可以为你杀人，先生”，当时凯恩戴着一顶MAGA帽。

## 荣誉

### 外国勋章奖章
- 功绩奖章（军事）（英语：Pingat Jasa Gemilang (Tentera)）（新加坡，2022年8月8日颁发[12]）

## 外部鏈接
- C-SPAN內的頁面（英文）